# Теория волн демократизации
Теория волн демократизации — концепция в политических науках, суть которой состоит в том, что распространение демократии в мире происходило «волнами», которые затрагивали на своем этапе разные группы государств и стран.
По С. Хантингтону «волна» демократизации — это «совокупность происходящих в некий промежуток времени транзитов от недемократических к демократическим режимам, когда число таких транзитов значительно превосходит число осуществленных в тот же временной отрезок переходов в противоположном направлении».

## Волны демократизации
1. Первая, длинная, волна 1828—1926. На её поднятие повлияли американская и французская революции, появление национальных государств и демократизация британских доминионов. Характерными чертами являются: 50 % взрослого мужского населения должны иметь право голоса; ответственный глава исполнительной власти должен либо сохранять за собой поддержку большинства в выборном парламенте, либо избираться в ходе периодических всенародных выборов.
2. Первый откат 1922—1942. В этот период на политической арене появились такие персоны, как Муссолини , Гитлер, Сталин, были установлены тоталитарные, коммунистические, фашистские, авторитарные и милитаристские режимы.
3. Вторая, короткая, волна 1943—1962. Окончание Второй мировой войны и «союзническая» оккупация повлияли на установление демократических институтов в Западной Германии, Италии, Австрии, Японии и Южной Корее. Возвратились к демократии некоторые государства и страны, например, Уругвай, которые отказались от неё во время отката первой «волны». Одно из самых важных событий в ней — начало деколонизации. Получают независимость и становятся демократическими такие страны как Индия (1947 г.), Израиль (1948 г.) и страны Африки (с 1956 г.). Началась демократизация Африки, первой стала Нигерия.
4. Второй откат 1958—1975. Почти во всей Латинской Америки установились авторитарные режимы. Многие ранее демократические страны восстанавливают или переходят в авторитарный режим. Деколонизированной Африкой управляют авторитарные правительства.
5. Третья волна 1974—1991. Фактически, третья «волна» демократизации начинается с падения диктатуры в Португалии, а затем и в других странах (Греция (1974), Испания (1975), Таиланд (1973), Турция (1983), Аргентина (1983), Бразилия (1985)). Завершение деколонизации, падение коммунистического мира и распад СССР — все это привело к появлению новых демократических государств.
6. Затухание третьей волны 1991—н.в. Замедление роста либеральных демократий и увеличение числа электоральных делает «качество» демократий третьей «волны» ниже. Исследователи третьей «волны» говорят не об откате, а скорее, о её затухании. Откат подразумевает обратный переход к милитаристским, тоталитарным или авторитарным режимам. Сегодня же авторитарный откат вряд ли возможен: военные структуры уже ослабли, а народ стал внимательнее относиться к политике, проводимой правительством. Демократия всё ещё имеет первостепенное значение и на международном уровне, и во внутригосударственной политике.

## Специфика третьей «волны» демократизации
Всеобъемлющий охват.
Благоприятные условия.
Специфика региональной и культурной локализации.
«За бортом» глобальной демократизации остались практически все мусульманские страны, некоторые страны бывшего соцлагеря, например, Китай, Вьетнам, Куба, КНДР, Беларусь и частично Россия. Несмотря на синхронность процесса демократизации, различие социально-экономической базы и стартовых условий делают демократизацию не универсальной для каждой страны. Для третьей «волны» характерно и то, что большинство молодых демократий так и не консолидировались — и это способствовало появлению гибридных демократий.
Факторы процессов демократизации — инициаторы и участники демократических реформ. При участии политических элит и давлении политических институтов демократизация «насаждается» сверху, а если массы мобилизовались сами, то это называется демократизацией снизу. «Ключевые игроки» — это лидеры партий и оппозиции, правящая элита и оппозиция. Иногда встречается объединение факторов, такую модель демократизации С. Хантингтон назвал «трансрасстановкой», или «замещением».
При этом, в отношении структур основного центра распространения демократии — Западной Европы — начинают звучать обвинения в бюрократизации жизни, обобщённо формулируемые как дефицит демократии.

## Критика теории волн демократизации
Несмотря на всю обоснованность теории, сегодня она подвергается серьёзной критике. Большая часть возражений направлена против концепции либерализации рынка. На практике авторитарные правительства не могут осуществить либерализацию экономики, так как делают это при помощи авторитарных методов. Более того, те правительства, которые в силах осуществить необходимые изменения, теряют импульсы к дальнейшей демократизации общества (например: Экономические реформы в России 1990-х годов). Это распространяется, по крайней мере, на краткосрочную перспективу.
Успешность авторитарного пути экономической либерализации, как правило, оценивают на примерах опыта трансформаций стран Восточной Европы, Латинской Америки и Азии. Не исключено, что есть шанс успешно провести рыночные реформы, а после необходимые преобразования в рамках авторитарного режима, либерализацию и демократизацию.
Ф. Шмиттер считает, что за невозможностью проведения полного цикла трансформации будут появляться «гибридные режимы», сочетающие в себе черты автократии и демократии. Наиболее вероятно, что такие режимы установятся в посткоммунистических странах, не до конца освободившихся от социалистического наследия.